# Liste der Biografien/Silj
Liste der Biografien |
Portal Biografien |
Personensuche
# |
A |
B |
C |
D |
E |
F |
G |
H |
I |
J |
K |
L |
M |
N |
O |
P |
Q |
R |
S |
T |
U |
V |
W |
X |
Y |
Z |
?
 
Sa |
Sb |
Sc |
Sd |
Se |
Sf |
Sg |
Sh |
Si |
Sj |
Sk |
Sl |
Sm |
Sn |
So |
Sp |
Sq |
Sr |
Ss |
St |
Su |
Sv |
Sw |
Sy |
Sz
 
Sia |
Sib |
Sic |
Sid |
Sie |
Sif |
Sig |
Sih |
Sii |
Sij |
Sik |
Sil |
Sim |
Sin |
Sio |
Sip |
Siq |
Sir |
Sis |
Sit |
Siu |
Siv |
Siw |
Six |
Siy |
Siz
 
Sila |
Silb |
Silc |
Sild |
Sile |
Silf |
Silg |
Silh |
Sili |
Silj |
Silk |
Sill |
Silm |
Siln |
Silo |
Silp |
Sils |
Silt |
Silu |
Silv |
Silw |
Silz
Die Liste der Biografien führt alle Personen auf, die in der deutschsprachigen Wikipedia einen Artikel haben. Dieses ist eine Teilliste mit 15 Einträgen von Personen, deren Namen mit den Buchstaben „Silj“ beginnt.

## Silj
- Silj, Augusto (1846–1926), italienischer Geistlicher, Kurienkardinal der römisch-katholischen Kirche

### Silja
- Silja Dögg Gunnarsdóttir (* 1973), isländische Politikerin (Fortschrittspartei)
- Silja, Anja (* 1940), deutsche Opernsängerin (Sopran)
- Siljagin, Pawel Wassiljewitsch (* 1993), russischer Boxer
- Šiljak, Ermin (* 1973), slowenischer Fußballspieler
- Šiljak, Vanja (* 1995), slowenische Fußballspielerin
- Siljander, Harry (1922–2010), finnischer Boxer
- Siljander, Mark (* 1951), amerikanischer Politiker
- Siljanov, Milan (* 1987), Schweizer Opern-, Konzert- und Liedsänger in der Stimmlage Bassbariton
- Siljanovska-Davkova, Gordana (* 1953), nordmazedonische Juristin, Politikerin und HochschullehrerinGordana Siljanovska-Davkova (* 1953)

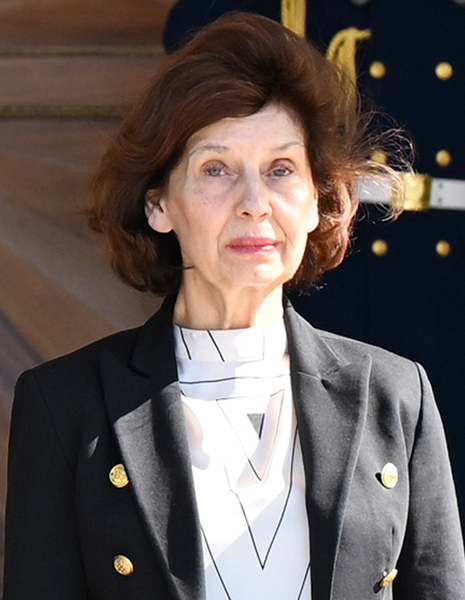
Gordana Siljanovska-Davkova (* 1953)

- Siljanow, Alexander Kirillowitsch (* 2001), russischer Fußballspieler

### Silje
- Siljehaug, Mads (* 1996), norwegischer Automobilrennfahrer
- Siljeström, Andreas (* 1981), schwedischer Tennisspieler
- Siljevski, Radovan (* 1986), serbischer Schwimmer

### Silji
- Siljic, Ivan (* 1972), österreichischer Regisseur und Drehbuchautor